# Саркуз (деревня)
Саркуз — деревня в Кизнерском районе Удмуртии, административный центр Саркузского сельского поселения.

## Общие сведения

### Климат
Саркуз находится в зоне умеренно континентального климата, для которого характерны большая годовая амплитуда температуры воздуха (жаркое лето и холодная зима), а также значительные изменения температуры в течение суток.

## Социальная сфера

### Образование
По данным 2012 года в деревне действовали два образовательных учреждения: МДОУ «Саркузский детский сад» и МКОУ «Саркузская основная общеобразовательная школа» (9-летняя).

### Здравоохранение
Имеется медицинский пункт, расположенный в одном здании с детсадом.

### Спорт
В спортивном зале школы иногда проводятся ежегодные районные соревнования по волейболу.

## Улицы
- Улица Железнодорожная
- Улица Молодёжная
- Улица Садовая